# 韋伯鎮區 (密歇根州)
韋伯鎮區（英語：Webber Township）是位於美國密歇根州萊克縣的一個行政鎮區。

## 地方資料
韋伯鎮區的面積為91.80平方千米，當中陸地面積為90.30平方千米，而水域面積為1.50平方千米。根據2020年美國人口普查的數據，當地共有人口2384人，而人口密度為每平方千米25.97人。